# Privateering
Albums de Mark Knopfler
Get Lucky
(2009) Tracker
(2015)
Privateering est le septième album solo de Mark Knopfler, enregistré en studio à Londres, sorti le 3 septembre 2012.
Il est composé dans sa version standard de 2 disques (CD ou vinyle) de 20 titres. La version "de luxe" reprend les 2 CD plus un troisième de 5 titres issus de concerts de la tournée de 2011, la version "super de luxe" (ou "Box Set") est composée des 2 CD de base, du CD 5 titres, des 2 vinyles, d'une vidéo documentaire, d'un CD de 3 titres exclusifs et de photos.

## Liste des titres
CD1
| No  | Titre                 | Durée |
| --- | --------------------- | ----- |
| 1.  | Redbud Tree           | 3:19  |
| 2.  | Haul Away             | 4:01  |
| 3.  | Don't Forget Your Hat | 5:15  |
| 4.  | Privateering          | 6:19  |
| 5.  | Miss You Blues        | 4:18  |
| 6.  | Corned Beef City      | 3:32  |
| 7.  | Go, Love              | 4:52  |
| 8.  | Hot or What           | 4:54  |
| 9.  | Yon Two Crows         | 4:16  |
| 10. | Seattle               | 4:17  |

CD2
| No  | Titre                           | Durée |
| --- | ------------------------------- | ----- |
| 1.  | Kingdom of Gold                 | 5:22  |
| 2.  | Got To Have Something           | 4:01  |
| 3.  | Radio City Serenade             | 5:13  |
| 4.  | I Used to Could                 | 3:36  |
| 5.  | Gator Blood                     | 4:15  |
| 6.  | Bluebird                        | 3:27  |
| 7.  | Dream of the Drowned Submariner | 4:57  |
| 8.  | Blood and Water                 | 5:19  |
| 9.  | Today Is Okay                   | 4:45  |
| 10. | After the Beanstalk             | 3:54  |

CD 5 titres live
| No | Titre                                 | Durée |
| -- | ------------------------------------- | ----- |
| 1. | Why Aye Man                           | 7:09  |
| 2. | Cleaning My Gun (unmixed 2-track)     | 4:43  |
| 3. | Corned Beef City (unmixed 2-track)    | 4:25  |
| 4. | Sailing To Philadelphia               | 7:12  |
| 5. | Hill Farmer's Blues (unmixed 2-track) | 5:18  |

## Musiciens
- Mark Knopfler – chant, guitares acoustique et électrique, guitare slide, arrangements des cordes
- Richard Bennett – guitare, bouzouki, tiple
- Tim O'Brien – mandoline, chœurs
- Paul Franklin – pedal steel
- Glenn Worf – basse, contrebasse
- John McCusker – violon, cistre
- Guy Fletcher – claviers, arrangements des cordes, chœurs
- Jim Cox – piano, orgue Hammond
- Phil Cunningham – accordéon
- Ian Thomas – batterie
- Rupert Gregson-Williams – chœurs, direction des cordes
- Michael McGoldrick – flûte irlandaise, uilleann pipes (cornemuse irlandaise)
- Kim Wilson – harmonica
- Nigel Hitchcock – saxophone
- John Charnec – clarinette
- Chris Botti – trompette
- Ruth Moody – chant